# Baryliszki
Baryliszki (lit. Bališkės) – wieś na Litwie, w okręgu wileńskim, w rejonie wileńskim, w gminie Niemenczyn.

## Historia
W dwudziestoleciu międzywojennym trzy wsie leżące w Polsce, w województwie wileńskim, w powiecie wileńsko-trockim, w gminie Podbrzezie. W 1931 miejscowość liczyła:
- Baryliszki I – 49 mieszkańców, zamieszkałych w 9 budynkach,
- Baryliszki II – 19 mieszkańców, zamieszkałych w 3 budynkach,
- Baryliszki III – 11 mieszkańców, zamieszkałych w 2 budynkach[1].

Po II wojnie światowej w granicach Związku Sowieckiego. Od 1991 na niepodległej Litwie.